# تمامیت اعداد حقیقی
به طور شهودی، تمامیت می‌گوید (مطابق اصطلاحات ددکیند) هیچ «حفره»ای در محور اعداد حقیقی وجود ندارد. برای محور اعداد گویا چنین نیست و در هر مقدار ناگویا یک «حفره» وجود دارد. در نظام اعداد ده‌دهی تمامیت با این گزاره معادل است که هر رشته نامتناهی از ارقام اعشاری بسط اعشاری یک عدد حقیقی است.
بر اساس ساختی که برای اعداد حقیقی استفاده کنیم، تمامیت می‌تواند به صورت یک اصل موضوع (اصل موضوع تمامیت) دربیاید و یا قضیه‌ای باشد که از ساخت اعداد حقیقی اثبات شود. انواع معادلی از تمامیت وجود دارند که رایج‌ترینشان تمامیت ددکیند و تمامیت کوشی (تمامیت یک فضای متریک) است.

## صورت‌های تمامیت
اعداد حقیقی را می‌توان به صورت یک میدان مرتب تعریف کرد که نسخه‌ای از اصل موضوع تمامیت برای آن صادق است. نسخه‌های مختلف این اصل موضوع، به جز تمامیت کوشی و قضیه بازه‌های تودرتو که در برخی میدان‌های غیرارشمیدسی نیز صادقند، همگی معادلند. زمانی که اعداد حقیقی با استفاده از یک مدل ساخته شوند، تمامیت یک قضیه یا مجموعه‌ای از قضایاست.

### خاصیت کوچکترین کران بالایی
خاصیت کوچکترین کران بالایی می‌گوید هر زیرمجموعه ناتهی از اعداد حقیقی که یک کران بالایی داشته باشد باید یک کوچکترین کران بالایی (یا سوپریمم) در مجموعه اعداد حقیقی داشته باشد.
محور اعداد گویا دارای خاصیت کوچکترین کران بالایی نیست؛ برای مثال زیرمجموعه
{\displaystyle S=\{x\in \mathbb {Q} |x^{2}<2\}}
از اعداد گویا دارای یک کران بالایی است، اما هیچ کوچکترین کران بالایی در میان اعداد گویا ندارد. به ازای هر کران بالایی {\displaystyle x\in \mathbb {Q} }یک کران بالایی دیگر {\displaystyle y\in \mathbb {Q} } وجود دارد که {\displaystyle y<x}.
خاصیت کوچکترین کران بالایی می‌تواند به مجموعه‌های جزئی‌مرتب تعمیم داده شود.

### تمامیت ددکیند
تمامیت ددکیند این خاصیت است که هر برش ددکیند از اعداد حقیقی توسط یک عدد حقیقی تولید می‌شود. این نسخه از تمامیت است که معمولاً به عنوان یک اصل موضوع استفاده می‌شود.
محور اعداد گویا دارای ویژگی تمامیت ددکیند نیست. برش ددکیند
{\displaystyle L=\{x\in \mathbb {Q} |x^{2}\leq 2\lor x<0\}}
{\displaystyle R=\{x\in \mathbb {Q} |x^{2}\geq 2\land x>0\}}
توسط یک عدد گویا تولید نشده است زیرا {\displaystyle L} ماکسیمم و {\displaystyle R} مینیمم ندارد.
می‌توان با استفاده از برش‌های ددکیند اعداد حقیقی را از روی اعداد گویا ساخت؛ برای مثال برش بالا {\displaystyle {\sqrt {2}}} را تعریف می‌کند. اگر همین فرایند را بر روی مجموعه اعداد حقیقی انجام بدهیم به هیچ عدد جدیدی نمی‌رسیم زیرا اعداد حقیقی دارای ویژگی تمامیت ددکیند هستند.

### تمامیت کوشی
تمامیت کوشی این خاصیت است که هر دنباله کوشی از اعداد حقیقی همگرا است.
محور اعداد گویا دارای خاصیت تمامیت کوشی نیست. دنباله
{\displaystyle 3,3.1,3.14,3.142,3.1416,\ldots }
که عبارت nام آن تقریب اعشاری nام برای عدد پی است، گرچه یک دنباله کوشی از اعداد گویاست، به هیچ عدد گویایی میل نمی‌کند. (در محور اعداد حقیقی این دنباله به عدد پی میل می‌کند.)
تمامیت کوشی با ساخت اعداد حقیقی با استفاده از دنباله‌های کوشی است. این روش یک عدد حقیقی را به عنوان حد یک دنباله کوشی از اعداد گویا تعریف می‌کند.
تمامیت کوشی می‌تواند به تمامیت در فضاهای متریک تعمیم داده شود. فضای متریک تمام (کامل) را ببینید.
برای یک میدان مرتب، تمامیت کوشی از دیگر صورت‌های تمامیت در این صفحه (به جز قضیه بازه‌های تودرتو) ضعیف‌تر است. اما تمامیت کوشی و خاصیت ارشمیدسی با هم معادل دیگر صورت‌ها هستند.

### قضیه بازه‌های تودرتو
قضیه بازه‌های تودرتو صورت دیگری از تمامیت است. فرض کنید {\displaystyle I_{n}=[a_{n},b_{n}]} یک دنباله از بازه‌های بسته باشد و فرض کنید این دنباله‌ها تودرتواند به این معنا که {\displaystyle I_{1}\supset I_{2}\supset I_{3}\supset \ldots }.
علاوه بر این فرض کنید اگر {\displaystyle n} به بی‌نهایت میل کند، {\displaystyle a_{n}-b_{n}} به صفر نزدیک شود. قضیه بازه‌های تودرتو می‌گوید اشتراک همه بازه‌های {\displaystyle I_{n}} دقیقاً شامل یک نقطه است.
قضیه بازه‌های تودرتو برای محور اعداد گویا صادق نیست. برای مثال دنباله
{\displaystyle [3,4]\supset [3.1,3.2]\supset [3.14,3.15]\supset [3.141,3.142]\supset \ldots }
که عبارت‌هایش از ارقام عدد پی گرفته شده‌اند، یک دنباله تودرتو از بازه‌های بسته است که اشتراک آن تهی است. (در اعداد حقیقی اشتراک این بازه‌ها عدد پی است.)
قضیه بازه‌های تودرتو نیز همراه با خاصیت ارشمیدسی معادل دیگر صورت‌های تمامیت است.

### قضیه همگرایی یکنواخت
قضیه همگرایی یکنواخت می‌گوید هر دنباله غیرنزولی و کران‌دار از اعداد حقیقی همگرا است. این می‌تواند به عنوان حالت خاصی از خاصیت کوچکترین کران بالایی شناخته شود ولی می‌تواند مستقیماً برای اثبات تمامیت کوشی اعداد حقیقی به کار برود.

### قضیه بولتسانو-وایرشتراس
قضیه بولتسانو-وایرشتراس می‌گوید هر دنباله کران‌دار از اعداد حقیقی شامل یک زیردنباله همگرا است. این قضیه معادل دیگر صورت‌های تمامیت است.

### قضیه مقدار میانی
قضیه مقدار میانی می‌گوید هر تابع پیوسته که هم دارای مقادیر مثبت و هم منفی است یک ریشه دارد. این نتیجه‌ای از خاصیت کوچکترین کران بالایی است، اما می‌تواند برای اثبات خاصیت کوچکترین کران بالایی هم به کار برود. (تعریف پیوستگی بر هیچ صورتی از تمامیت استوار نیست، پس بنابراین این اثبات دوری نیست.)